# Ocapi
L'ocapi (Okapi johnstoni) és el parent viu més proper de la girafa. Es considera de vegades un «fòssil vivent» per la seva semblança amb els primers giràfids que aparegueren en el Miocè. Tot i això, fou l'últim dels grans mamífers a ser descobert (al segle xx a l'Àfrica).

## Morfologia i comportament
L'ocapi és un ungulat remugant que viu a les frondoses selves del nord de la República Democràtica del Congo, entre els rius Uello, Ituri i a les selves d'Aruwimi. Recorda, per la forma del seu cos, a una girafa nana, ja que fa 2 m de llargada, 1,5 d'alçada i menys de 250 kg de pes) de potes i coll molt curts. Encara que el mantell del pèl és totalment diferent, vermellós en tot el cos excepte en potes i glutis, on adopta un color blanc amb ratlles negres, semblant a una zebra. Com les girafes, té dues banyes petites recobertes de pèl al cap sense utilitat aparent i una llarga llengua prènsil de color negre que utilitza per a introduir les fulles d'arbustos i arbres baixos a la boca. La longitud d'aquesta és tal que pot netejar l'interior de les orelles amb la seva punta. L'ocapi està molt emparentat amb les girafes i hi comparteix moltes adaptacions morfològiques, encara que el seu cos recordi en realitat més al d'un cavall.
Els ocapis són animals predominantment solitaris que, de vegades, s'uneixen en petits grups de forma ocasional. Les femelles pareixen una única cria en agost o octubre després d'una gestació de gairebé 15 mesos. Si és femella, madurarà als dos anys, mentre que si és mascle encara li faltarà algun temps per arribar a l'edat adulta. Pel que sembla, les cries més joves no són capaces de diferenciar la seva mare d'altres femelles i poden ser adoptades per altres ocapis amb facilitat en cas de perdre la seva progenitora (la qual la defensa de vegades fins a la mort, fins i tot si s'enfronta amb el seu únic depredador, el lleopard). L'esperança de vida d'un ocapi volta els 30 anys.
El seu sentit més desenvolupat és l'olfacte, seguit de l'oïda. Les cries tenen un ampli repertori vocal, amb el qual poden comunicar-se amb les seves mares, però els adults tendeixen a ser muts. Una de les poques vegades que emeten sons es dona quan els mascles busquen parella durant l'època d'aparellament.
La impenetrabilitat de la zona on habita impedeix saber de quants individus es compon realment la població mundial d'ocapis. Malgrat això, se la considera una espècie vulnerable (encara que no en perill greu), a causa de la seva petita àrea de distribució.

## Descobriment

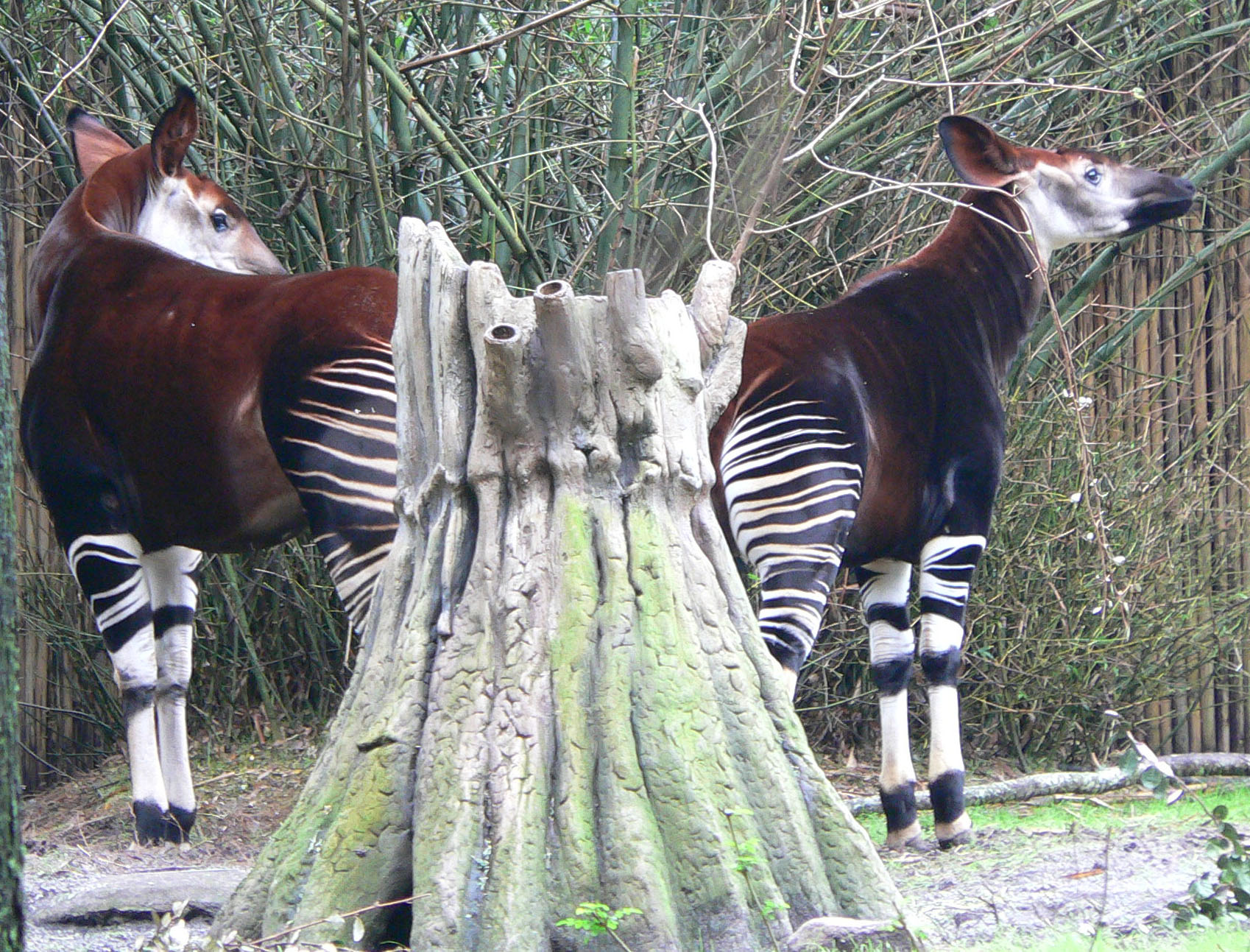
Ocapis.

L'ocapi fou ignorat a Occident fins al 1890. Henry Morton Stanley, que explorava les riberes del riu Congo per ordre del rei de Bèlgica, va deixar escrit al seu diari com d'estrany li resultà veure com els natius de la part nord del futur Congo Belga no mostraven la menor sorpresa davant dels cavalls que portava en la seva expedició. Interrogats per l'explorador europeu, els nadius mbuti van dir que, a les selves de la zona, habitava un animal semblant, però més petit, l'o'api. Els relats sobre aquest misteriós animal van empènyer l'anglès sir Harry H. Johnston a preparar una expedició que anés a la recerca d'una possible espècie ignorada per la ciència, la qual va remuntar el riu Congo el 1899. Johnston pogué saber pels mbuti que l'o'api era un animal semblant a un ase de color bru-vermellós, amb ratlles blanques i negres a les potes i quarts posteriors. Inicialment, va pensar que es tractava d'una possible espècie desconeguda de zebra, doncs no se'n coneixia l'existència de cap en aquesta part d'Àfrica (ni, de fet, de cap zebra que visqués dins del bosc tropical).
Posteriorment, de tornada al Congo belga el 1900, Johnston, acompanyat d'un grup de pigmeus rescatats de l'Exposició Universal de París, on eren exhibits com monstres de fira, pogué aconseguir-ne dues pells dels quarts posteriors que portà al fortí belga de Mbeni i, després, foren enviades a la Societat Zoològica de Londres el 1900. Allà es va comprovar que no es corresponien amb les de cap espècie coneguda de zebra i l'animal fou batejat com Equus johnstoni, si bé la seva adscripció al gènere Equus fou considerada dubtosa des del principi. Això es va confirmar quan Johnston, que havia tornat al poblat dels wanbutti, trobà un rastre a la selva amb l'ajuda d'aquests i va comprovar que les empremtes tenien dos dits, per la qual cosa l'o'api havia de ser un artiodàctil i no un èquid. Karl Eriksson, comandant del fortí Mbeni, li envià després dos cranis i altres dues pells que havien arribat poc abans a les seves mans. Amb aquest material, va tornar Johnston a Londres, on les rares calaveres van permetre determinar que el ja conegut com a ocapi era una espècie de girafa de bosc que fou batejada com a Okapia johnstoni. Tan estranya espècie fou aviat demandada per nombrosos museus i zoològics d'Europa i dels Estats Units, però la major part de les expedicions per a capturar algun exemplar foren un fracàs a causa de la seva gran remota distribució, per la qual cosa l'espècie es va salvar de l'extinció.

## Estat de conservació
Si bé els ocapis no estan classificats com a espècies en perill d'extinció, són amenaçats per la destrucció del seu hàbitat i la caça. La població mundial està estimada entre els 10.000 - 20.000 individus. El treball de conservació al Congo inclou l'estudi continu del seu estil de vida i comportament.
D'altra banda, sempre que hi ha hagut conflictes armats al Congo, se n'ha vist dificultat el seguiment, ja que viu en una zona on sovintegen els enfrontaments entre faccions nacionals.
El 8 de juny del 2006, alguns científics van reportar haver descobert proves que encara quedaven ocapis al Parc Nacional Virunga.
La Societat Zoològica de Londres va anunciar al món, el 10 de setembre del 2008, que els seus aparells fotogràfics col·locats en diversos punts clau, havien pres fotografies d'ocapis en el seu ambient natural al Parc Nacional Virunga, a centenars de quilòmetres de la reserva natural consagrada a la conservació d'aquesta espècie, a les selves de l'Ituri.